# Francie na Letních olympijských hrách 1956
Francii na Letních olympijských hrách v roce 1956 v australském Melbourne reprezentovala výprava 137 sportovců, konkrétně 119 mužů a 18 žen, ve 14 sportech.

## Medailisté
| Medaile | Jméno                                                                                       | Sport      | Soutěž                             |
| ------- | ------------------------------------------------------------------------------------------- | ---------- | ---------------------------------- |
| Zlato   | Alain Mimoun                                                                                | Atletika   | Muži maratonský běh                |
| Zlato   | Michel Rousseau                                                                             | Cyklistika | Muži 1000 m sprint                 |
| Zlato   | Arnaud Geyre Maurice Moucheraud Michel Vermeulin                                            | Cyklistika | Družstvo mužů - hromadný start     |
| Zlato   | Christian d'Oriola                                                                          | Šerm       | Muži fleret                        |
| Stříbro | Georges Dransart Marcel Renaud                                                              | Kanoistika | Muži C2 10 000 m                   |
| Stříbro | René Bianchi Jean Graczyk Jean-Claude Lecante Michel Vermeulin                              | Cyklistika | Družstvo mužů 4000 m stíhací závod |
| Stříbro | Arnaud Geyre                                                                                | Cyklistika | Muži silniční závod jednotlivců    |
| Stříbro | Bernard Baudoux Roger Closset René Coicaud Christian d'Oriola Jacques Lataste Claude Netter | Šerm       | Družstvo mužů fleret               |
| Bronz   | René Libeer                                                                                 | Box        | Muži váha muší do 51 kg            |
| Bronz   | Gilbert Chapron                                                                             | Box        | Muži váha střední do 75 kg         |
| Bronz   | Daniel Dagallier Yves Dreyfus Armand Mouyal Claude Nigon René Queyroux                      | Šerm       | Družstvo mužů kord                 |
| Bronz   | Renée Garilheová                                                                            | Šerm       | Ženy fleret                        |
| Bronz   | Yves Delacour Guy Guillabert René Guissart Gaston Mercier                                   | Veslování  | Muži čtyřka bez kormidelníka       |
| Bronz   | Jean Debuf                                                                                  | Vzpírání   | Muži polotěžká váha do 90 kg       |